# Eucheilota maculata
Eucheilota maculata är en nässeldjursart som beskrevs av Gustav Hartlaub 1894. Enligt Catalogue of Life ingår Eucheilota maculata i släktet Eucheilota och familjen Lovenellidae, men enligt Dyntaxa är tillhörigheten istället släktet Eucheilota och familjen Eucheilotidae. Arten är reproducerande i Sverige. Inga underarter finns listade i Catalogue of Life.